# Numen
Numen (łac. potęga bóstwa; wyrocznia, l.mn. numina) – w religii starorzymskiej tajemnicza, bezpostaciowa i nadprzyrodzona siła panująca w świecie. Istotą religii był przede wszystkim osobisty stosunek zaufania do numenu. Postawę religijną określała zależność od numenu. W czasach cesarstwa nabrał cech osobowych, np. Pales jako numen życia pasterskiego.
Także moc twórcza, geniusz – porównaj noumen.